# Bernadette Lafont
Bernadette Lafont (28. října 1938 Nîmes – 25. července 2013 Nîmes) byla francouzská divadelní a filmová herečka.

## Život a kariéra
V dětství se věnovala tanci; v roce 1957 se provdala za herce Gérarda Blaina a ve stejném roce hrála ve filmu Uličníci. Později hrála v dalších filmech, mezi které patří Hezká holka jako já (1972), Masky (1987) nebo Superprohnilí (2003).
V roce 1986 získala Césara za vedlejší roli ve filmu L'Effrontée. V roce 2009 se stala držitelkou Řádu čestné legie.
Svou poslední roli hrála ve filmu Hašišbába z roku 2012. Zemřela v roce 2013 ve svých čtyřiasedmdesáti letech.